# IAI Lawi
Israel Aircraft Industries Lawi (hebr. לביא, lwiątko) – prototypowy izraelski jedno- lub dwumiejscowy myśliwiec wielozadaniowy.

## Historia modelu
Z końcem lat siedemdziesiątych XX wieku Izrael zdecydował się zbudować własny, bardzo nowoczesny samolot bojowy. Z pomocą finansową i techniczną USA, IAI w 1986 roku opracowała samolot Lawi. Koszty programu przekroczyły jednak możliwości finansowe Izraela, samolot byłby także rywalem dla F-16 na rynkach zagranicznych (na skutek czego USA silnie naciskało na zamknięcie projektu) i w marcu 1988 roku prace zostały zawieszone.

## Opis konstrukcji
Konstrukcja z krótkimi przedskrzydełkami (układ kaczki), z elektrycznie sygnalizowanym sterowaniem lotem dla ustatecznienia samolotu i wysokim udziałem materiałów kompozytowych w strukturze płatowca. Krajowe wyposażenie elektroniczne wykazywało bardzo wysoki poziom rozwoju i obsługiwało wszystkie rodzaje walki przy użyciu różnorodnego uzbrojenia.

## Dane taktyczno-techniczne
- rozpiętość skrzydeł – 8,78 m
- długość – 14,57 m
- silnik – Pratt&Whitney PW 1120 o ciągu 91,5 kN
- masa startowa – 19 277 kg
- zasięg maksymalny – 3700 km
- prędkość maksymalna – 1,85 Ma
- uzbrojenie:
  - działko kal. 30 mm;
  - ponad 7250 kg uzbrojenia podwieszanego na 9 węzłach podskrzydłowych i podkadłubowych